# Associació Paraguaiana de Futbol
L'Associació Paraguaiana de Futbol (APF) és l'òrgan de govern del futbol a la República del Paraguai. S'encarrega de la promoció, organització i reglamentació de totes les competicions futbolístiques, incloses les competicions de futbol sala i futbol platja. També és la responsable de tots els partits oficials i amistosos de les respectives seleccions paraguaianes de futbol de totes les categories.

## Història
El 18 de juny de 1906, l'APF va ser fundada amb el nom de Liga Paraguaya de Football Association, més endavant es va retallar el nom a Liga Paraguaya de Football, posteriorment es va castellanitzar a Liga Paraguaya de Fútbol i, el 3 de desembre de 1998, es va modificar el nom a la denominació actual d'Associació Paraguaiana de Fútbol.
La fundació de l'APF va ser promoguda pels representants dels clubs Olimpia, Guaraní, Libertad, General Díaz i Nacional a la capital Asunción. Un total de nou dirigents van signar l'acta de fundació als locals de la publicació El Diario, per invitació del seu director, Adolfo Riquelme, que també va ser firmant de l'acta i elegit primer president. Els cinc equips fundadors van disputar el primer campionat paraguaià.

## Organització
La Primera División, també coneguda com a División de Honor, és la lliga de futbol de més alta categoria de la República del Paraguai. L'APF organitza els seus campionats en dos tornejos per temporada amb dotze equips participants: el Torneo Apertura, que es disputa durant el primer semestre de l'any, i el Torneo Clausura, que es disputa el segon semestre de l'any.
La División Intermedia o la Intermedia, és el campionat de la segona divisió del futbol paraguaià. Des de 1997 hi participen clubs ascendits de la Primera B i equips originaris de les lligues regionals de l'interior del país.
La Primera División B, també coneguda popularment i de manera incorrecta la Metropolitana, és una de les tres seccions de la tercera divisió del futbol paraguaià. Hi participen equips d'Asunción, del departament central i dels voltants de la capital. Els equips que no són d'Asunción, o de ciutats properes, juguen les seves lligues regionals que equivalen a la quarta divisió.
La Primera División B Nacional (coneguda popularment com a Primera B Nacional o Nacional B), és una de les tres secciones de la tercera divisió del futbol paraguaià. Hi participen clubs i seleccions de les lligues de l'interior del país. El campionat l'organitza la Unión del Fútbol del Interior, que és una filial de l'APF.
La Primera División C és la quarta i última divisió o categoria de futbol professional de Paraguai. Hi participen clubs de l'àrea metropolitana d'Asunción i de ciutats situades a un màxim de 50 km de la capital.